# Размагничивание корабля
Размагничивание корабля — процесс уменьшения намагниченности корпуса корабля или судна.
На гражданских судах размагничивание применяется для снижения девиации магнитного компаса.

## Применение
Различают обмоточное и безобмоточное размагничивание корабля. В первом случае на корабле стационарно устанавливают несколько кабельных обмоток и создают в них магнитное поле, компенсирующее магнитное поле корабля. В случае безобмоточного размагничивания корабль подвергают воздействию внешнего магнитного поля на стационарных или подвижных станциях размагничивания.

## В военном деле
В СССР в самом начале Великой Отечественной войны проблему размагничивания кораблей для защиты от магнитных морских мин решал И. В. Курчатов. В августе 1941 года Курчатов вместе с А. П. Александровым в Севастополе организовали размагничивание кораблей Черноморского флота. Созданная ими «система ЛФТИ» была установлена на более чем сто кораблей и обеспечила полную защиту от немецких магнитных мин.
4 августа 1941 года в Севастополь прибыла группа английских офицеров, в которую были включены 2 специалиста по размагничиванию кораблей: начальник станции безобмоточного размагничивания на Темзе лейтенант-командор Лейстер и лейтенант из Шотландии Джойнс. Для ознакомления с английским опытом были выделены А. Р. Регель, Ю. С. Лазуркин, Б. А. Ткаченко, М. Г. Алексеенко, А. С. Шевченко, И. И. Волович и М. С. Рабинович.
Эксперименты по размагничиванию кораблей во время Второй мировой войны в США могли послужить поводом для возникновения легенды о «Филадельфийском эксперименте».